# 1890 (numero)
Milleottocentonovanta (1890) è il numero naturale dopo il 1889 e prima del 1891.

## Proprietà matematiche
- È un numero pari.
- È un numero composto da 32 divisori: 1, 2, 3, 5, 6, 7, 9, 10, 14, 15, 18, 21, 27, 30, 35, 42, 45, 54, 63, 70, 90, 105, 126, 135, 189, 210, 270, 315, 378, 630, 945, 1890. Poiché la somma dei suoi divisori (escluso il numero stesso) è 3870 > 1890, è un numero abbondante.
- È un numero congruente.
- È un numero pratico.
- È un numero di Harshad nel sistema numerico decimale, cioè è divisibile per la somma delle sue cifre.
- È un numero semiperfetto in quanto pari alla somma di alcuni (o tutti) i suoi divisori.
- È un numero malvagio.
- È parte delle terne pitagoriche (480, 1890, 1950), (496, 1890, 1954), (648, 1890, 1998), (1008, 1890, 2142), (1134, 1512, 1890), (1176, 1890, 2226), (1584, 1890, 2466), (1800, 1890, 2610), (1890, 2520, 3150), (1890, 3400, 3890), (1890, 3432, 3918), (1890, 3744, 4194), (1890, 4536, 4914), (1890, 4928, 5278), (1890, 5928, 6222), (1890, 6480, 6750), (1890, 8400, 8610), (1890, 10944, 11106), (1890, 11832, 11982), (1890, 14112, 14238), (1890, 18176, 18274), (1890, 19800, 19890), (1890, 25480, 25550), (1890, 33048, 33102), (1890, 35696, 35746), (1890, 42504, 42546), (1890, 59520, 59550), (1890, 99216, 99234), (1890, 127568, 127582), (1890, 178600, 178610), (1890, 297672, 297678), (1890, 893024, 893026).

## Astronomia
- 1890 Konoshenkova è un asteroide della fascia principale del sistema solare.

## Astronautica
- Cosmos 1890 è un satellite artificiale russo.